# Testelt
Testelt is een dorp in de Belgische provincie Vlaams-Brabant, en een deelgemeente van de stad Scherpenheuvel-Zichem. Het was een zelfstandige gemeente tot het bij de fusie van 1977 toegevoegd werd aan de nieuwe fusiegemeente Scherpenheuvel-Zichem.
Testelt ligt in het noordwesten van de fusiegemeente aan de rechteroever van de Demer die gedeeltelijk de zuidgrens van de deelgemeente vormt. Het is een woondorp op de grens van de Kempen (gebied) en het Hageland. Via lintbebouwing sluit de dorpskom aan op deze van Averbode dat tot 1928 deel uitmaakte van Testelt. Ten noorden van de dorpskern ligt het gehucht Ter Hoeve waar in 1971 een hulpkerk werd opgericht. Het dorp heeft een station Testelt aan de spoorlijn van Leuven naar Diest die dwars door de dorpskom loopt. 

## Bezienswaardigheden
- De Sint-Pieterskerk in ijzerzandsteen werd gebouwd in de stijl van de Demergotiek en dateert hoofdzakelijk van de 15de en de 16de eeuw. In 1768 werd het schip in classicistische stijl herbouwd. De onderbouw van de toren dateert uit 1511. Het kerkorgel dateert van omstreeks 1800. Tussen 1985 en 2000 werd de kerk gerestaureerd terwijl het orgel in 2006-2007 gerestaureerd werd. Rond de kerk ligt een ommuurd kerkhof. In 1943 werd de omgeving van de kerk samen met het kerkhof beschermd als landschap. In 1958 werd de kerk beschermd als monument.
- De pastorie werd gebouwd door de abdij van Averbode en heeft een kern uit de 17de eeuw. In 1709 kreeg het gebouw zijn huidige vorm en in de tweede helft van de 18de eeuw werd het gebouw vergroot.
- De Watermolen van Testelt, soms ook wel Abdijmolen genoemd, werd eveneens gebouwd door de abdij van Averbode. Het is een onderslagmolen die reeds vermeld werd in 1151 en die gebruikt werd als korenmolen. De oudste kern van het huidige gebouw in ijzerzandsteen dateert uit de 15de eeuw en de 16de eeuw en werd geïntegreerd in de heropbouw van de molen in 1608 nadat ze in 1598 werd vernield. De molen werd in 1960 volledig gerestaureerd, in 1982 beschermd als monument en vanaf 1990 gerenoveerd en ingericht als feestzaal.
- De dorpskern, bestaande uit de kerk met het kerkhof, de pastorie en de watermolen met hun omgeving, werd in 1982 beschermd als dorpsgezicht.

## Natuur
- De omgeving van de Voortberg, een 50 meter hoge getuigenheuvel van de Diestiaanzee, werd in 1982 beschermd als landschap. Op de flanken van de heuvel werd er voor de Franse Revolutie aan wijnbouw gedaan.

## Demografische ontwikkeling
- Bronnen:NIS, Opm:1831 tot en met 1970=volkstellingen; 1976 = inwoneraantal op 31 december
- 1930: Afsplitsing van Averbode

## Geboren in Testelt
- Ludolfus Jozef Brems, o. praem. (1870-1958), norbertijn, missionaris en titulair bisschop van Roskilde
- William Van Dijck (1961), atleet (steeplechase en lange afstand) en sportcoach

## Gestorven in Testelt
- Jan Van Rijswijck, (1853-1906) burgemeester van Antwerpen